# Тартрат свинца(II)
Тартрат свинца(II) — неорганическое соединение,
соль свинца и винной кислоты
с формулой PbC4H4O6,
бесцветные кристаллы,
не растворяется в воде,
образует кристаллогидрат.

## Физические свойства
Тартрат свинца(II) образует бесцветные кристаллы
ромбической сингонии, пространственная группа P 212121, параметры ячейки a = 0,799482 нм, b = 0,884525 нм, c = 0,835318 нм, Z = 4
.
Не растворяется в воде, этаноле, ацетоне и уксусной кислоте.
Образует кристаллогидрат состава PbC4H4O6•2,4H2O, который теряет воду при температуре 200÷240°С
.

## Химические свойства
- Разлагается при нагревании:

{\displaystyle {\mathsf {2PbC_{4}H_{4}O_{6}\ {\xrightarrow {240-300^{o}C}}\ 2PbCO_{3}+2CH_{4}+4CO\uparrow +O_{2}\uparrow }}}